# علی پیرنیا
علی پیرنیا مترجم و مصحح متون ادبی اهل ایران بود. ترجمه کتاب «شیخ ابوسعید میهنی از متقدمان صوفیان ایرانی» و تصحیح منظومه ۶۰ هزار بیتی «همایو نامه زجاجی»، از جمله آثار به‌جا مانده از این مصحح متون ادبی است. وی در سوم خرداد ۱۳۹۹ بر اثر بیماری درگذشت.

## حرفه
پیرنیا در گروه دانشنامه تحقیقات ادبی فرهنگستان زبان و ادبیات فارسی همکاری داشت.

## آثار
- ترجمه کتاب  شیخ‌ ابوسعید میهنی
- تصحیح منظومه ۶۰ هزار بیتی همایون‌نامه زجاجی